# Hormuz (ö)

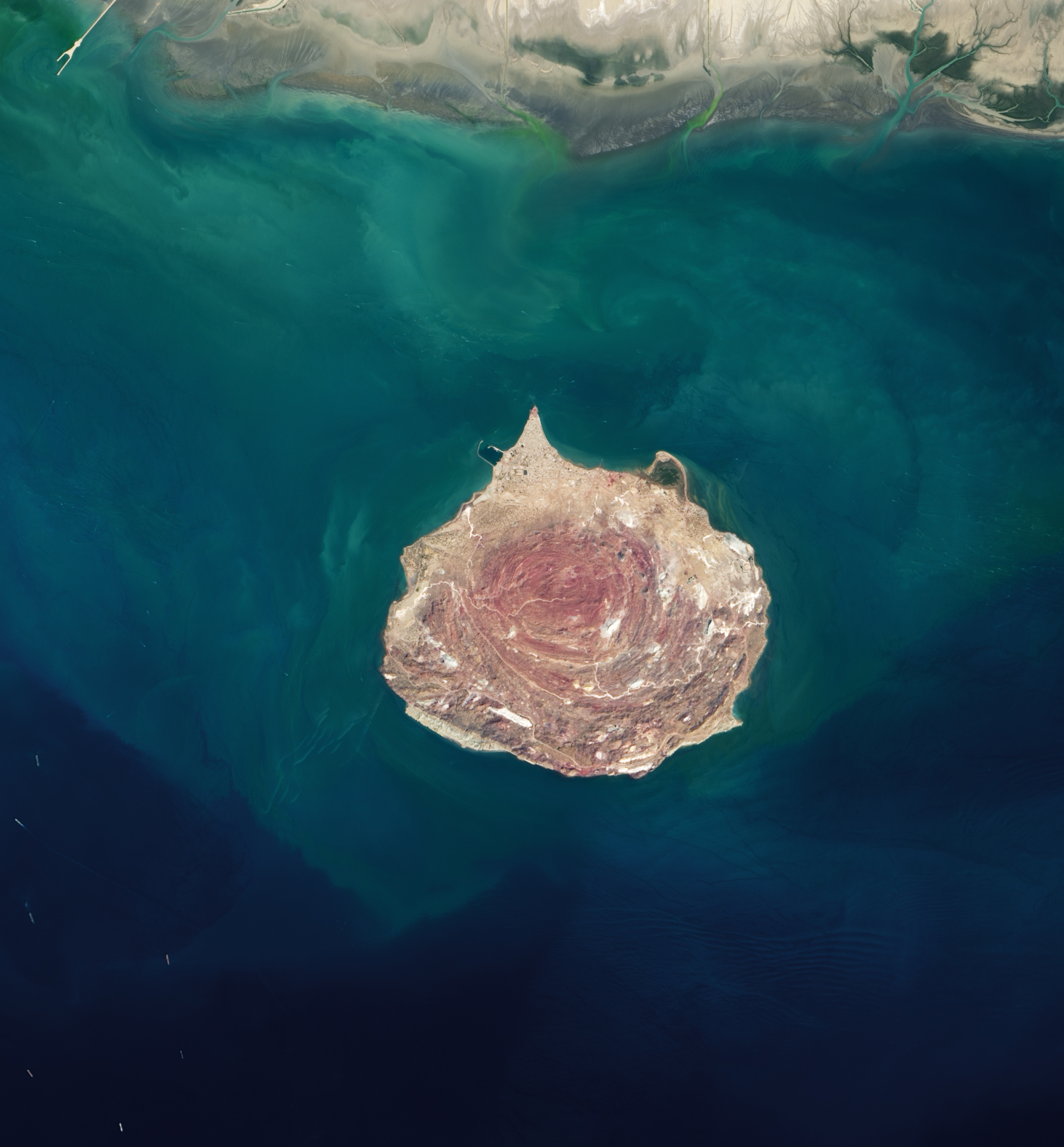
Hormuz, satellitbild.

Hormuz, eller Hormoz (persiska: هُرمُز, Hormoz; جزیره هرمز, Jazireh-ye Hormoz), är en  33 kvadatkilometer stor ö belägen i Hormuzsundet som hör till Iran. Ön har gett upphov till namnet på sundet. Historiskt har den varit viktig med sitt strategiska läge i  Hormuzsundet. 
Ön befolkades på 1300-talet av invånare från staden Ormos på fastlandet när staden anfölls av mongolerna.
Den ockuperades av Portugal år  1507, och ett fort byggdes på den norra delen av ön, vars ruiner finns kvar än idag.  
Portugiserna tog kontroll över Persiska viken och Hormuz blev en stapelplats för orientens rikedomar. Fortet och ön belägrades och togs över av persiska och engelska militära trupper 1622.
Hormuz är en saltdiapir med stora lager röd ockra 
som i århundraden varit en viktig exportartikel. Saltet är blandat med lera, karbonater,  lerskiffer och vulkaniska bergarter som ger jorden dess  röda, gula och orange färger.
Hormuz kan enkelt nås med båt från hamnstaden Bandar Abbas på fastlandet.